# Ґері Оукс
Ґері Оукс  (англ. Gary Oakes, 21 вересня 1958) — британський легкоатлет, олімпійський медаліст.

## Виступи на Олімпіадах
| Олімпіада   | Дисципліна                    | Місце |
| ----------- | ----------------------------- | ----- |
| Москва 1980 | біг на 400 метрів з бар'єрами | 3     |